# 가쿠레키리시탄
가쿠레키리시탄(일본어: 隠れキリシタン→숨은 기독교 신자)은 17세기 초반부터 19세기 중반까지 밀교 형식으로 신앙을 유지해온 일본의 로마 가톨릭교회 신자들을 말한다. 1612년에 에도 막부가 로마 가톨릭교회를 포함한 기독교를 공식적으로 불법화하면서 많은 수의 로마 가톨릭교회 신자들이 음지로 숨어들어서 신앙을 유지했고, 그 과정에서 본래 로마 가톨릭교회의 교리와는 많은 부분이 달라져 전해지게 되었다.

## 역사

### 초기 역사

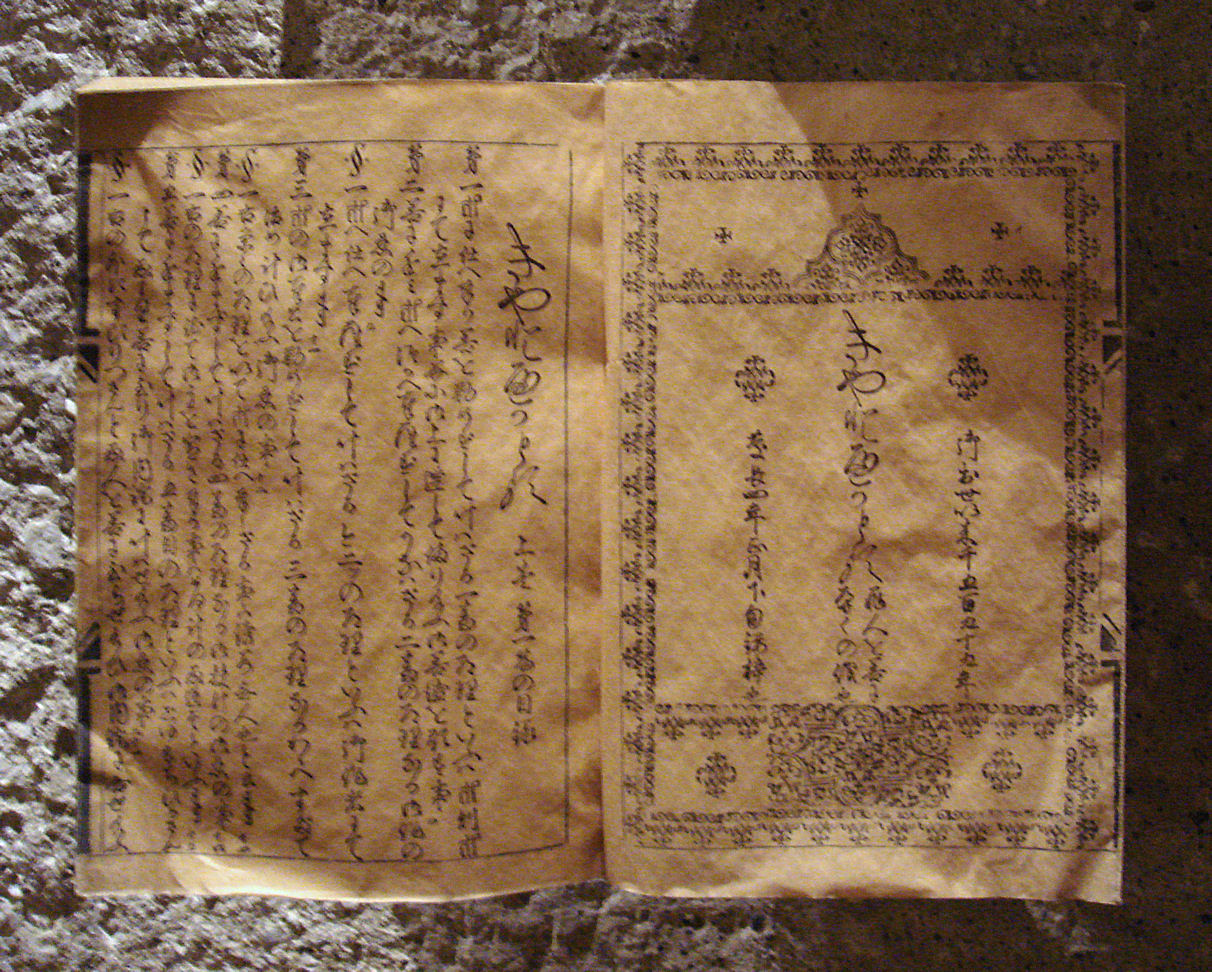
16세기 일본의 기독교 신자들이 사용한 책

일본에 처음 로마 가톨릭이 전파된 때는 1549년이었다. 당시 유럽인으로서는 처음으로 일본에 도달했던 나바라 왕국 출신의 예수회 선교사인 프란치스코 하비에르는 일본의 여러 다이묘들로부터 뜨거운 환대를 받으며 선교 활동에 집중할 수 있었고, 이때 조총과 같은 유럽제 제품들이 일본에 대거 유입되면서 예수회 수사들에 대한 일본인들의 관심이 높아졌다. 그 결과로, 16세기 일본에서는 가톨릭에 귀의한 일본인들이 많이 늘어났고, 이들을 기리시탄(일본어: キリシタン)이라고 불렀다. 그러나 1590년에 일본 전 지역을 통일하는 데 성공한 도요토미 히데요시는 다이묘들이 예수회와 결탁하여 자신에게 대항할 것을 우려해 다이묘와 예수회 선교사들의 접촉을 막았고, 기리시탄들의 종교 활동에 제약을 걸었다. 그 결과 일본에서 바오로 미키와 같은 순교자가 나오기도 했다.

### 에도 막부 시대
결국 1598년에 도요토미 히데요시가 사망하고 그 뒤를 도요토미 히데요리가 차지하자, 임진왜란의 실패로 위상이 뿌리부터 흔들리던 도요토미 정권을 무너뜨리고 에도 막부를 세운 도쿠가와 이에야스가 일본에서 전통적으로 믿어오던 불교나 신토와 마찰을 빚는다는 구실로 로마 가톨릭의 포교를 금지하고 기리시탄들을 탄압하기 시작하자, 많은 수의 로마 가톨릭 신자들이 음지로 숨어들었다. 그러나 도쿠가와 이에야스가 사망하고 쇼군직을 세습한 도쿠가와 히데타다가 남은 기리시탄마저 색출하고자 1629년부터 후미에를 실시하자, 또다시 많은 수의 기리시탄들이 사망하였다. 1639년에는 비(非) 기독교 신자이던 다이묘인 마츠쿠라 시게마사의 폭정에 분노한 기리시탄들이 반란을 일으킨 시마바라의 난이 발발하자, 막부군이 이를 토벌하고는 남은 기리시탄들을 색출해 학살하면서 남은 이들이 밀교의 형식으로 로마 가톨릭 신앙을 이어가게 되었다. 비록 시마바라의 난의 원인을 제공한 마츠쿠라 시게마사는 폭정을 이유로 막부에 의해 영지를 몰수당하고 처형되었지만, 가톨릭에 대한 탄압이 끝나지 않았으므로 많은 수의 기리시탄들이 불교 관련 물건으로 위장한 기독교 관련 물품을 들고다니면서 구전으로 신앙을 이어가게 되고, 결국 원래의 가톨릭의 교리나 전례와는 상이한 형태로 신앙이 변질되었다.

### 메이지 유신 이후
그러던 중인 1853년에 발생한 구로후네 사건과 1868년의 메이지 유신으로 인해 유럽 국가들과의 접촉이 다시금 늘어나면서 숨어있던 기리시탄들이 양지로 나오게 되면서 전세계에 그들의 존재가 드러나게 되었다. 하지만, 적어도 20세기 초반까지는 로마 가톨릭 신자에 대한 암묵적인 차별이 있었다. 거기다가 그때까지도 공식적으로 기독교를 탄압하고 있던 일본 정부는 국가신토를 자국의 국교로 선포하면서 양지로 나온 기리시탄들을 대대적으로 박해하였다. 하지만, 이미 기독교 문화권에 속하는 유럽 국가들과 대대적인 교류를 하고 있던 상황에서 기리시탄에 대한 박해는 오래갈 수 없었고, 결국 1873년에 일본 정부는 종교의 자유를 선포하여 기독교 신자들의 활동이 합법화되었다. 이로서 대부분의 가쿠레키리시탄들이 로마 가톨릭 교회로 돌아왔으나, 일부 신자들이 이를 거부하고 밀교화된 모습을 그대로 유지하고자 했다. 이렇게 끝까지 가쿠레키리시탄으로 남은 이들을 하나레키리시탄(일본어: 離れ切支丹)이라고 하며, 일본 내에서 1990년대까지 존속하였으나, 1991년에 미국의 인류학자인 크리스탈 웰런이 일본의 나가사키현의 고토 섬에서 마지막으로 존재를 확인한 후에 젊은 층들이 신앙을 버리고 대거 이탈함에 따라 대부분 사멸되었다.

## 특징

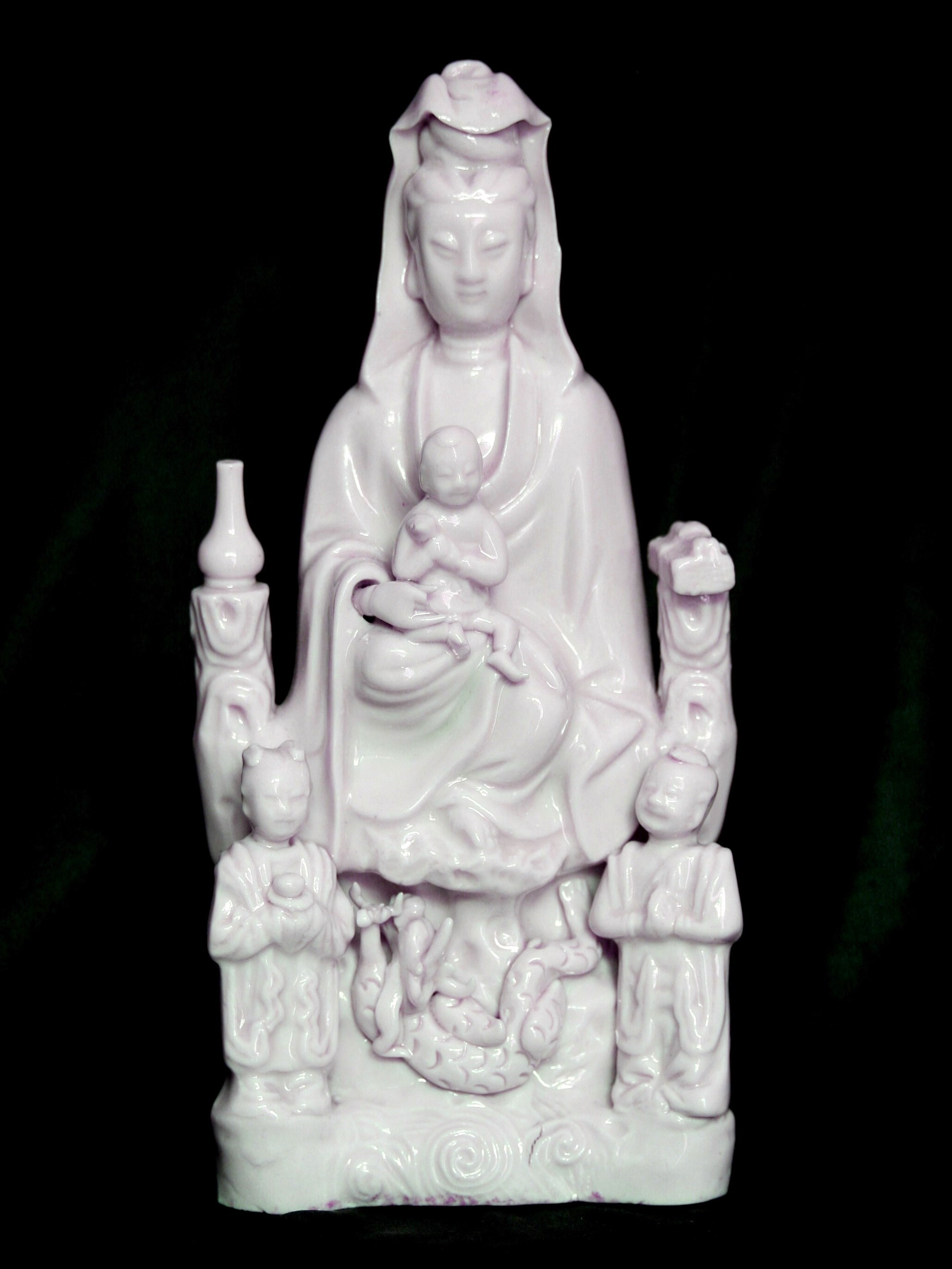
마리아 관음상

초기의 가쿠레키리시탄은 본래의 가톨릭의 모습을 잘 유지하고 있었으나, 1873년에 공식적으로 그들의 신앙이 인정받기 전까지는 로마 교황과의 연락이 불가능했고, 기독교 신자라는 사실이 드러날 경우, 막부의 탄압을 받거나 사회적으로 매장될 수가 있었기 때문에 스스로 불교 신자로 많이 위장했다. 대표적인 것이 마리아 관음상으로, 성모 마리아를 공경하는 의미에서 제작된 상이나, 전반적인 형태는 불교의 관세음보살과 유사한 형태로 만들어졌다. 또한 기독교와 관련하여 구전되던 내용을 문서화하고자, 불교의 경전과 유사한 형태의 경전을 제작하기도 했고, 라틴어 기도문을 음차해서 염불과 유사한 형태로 읽는 독특한 기도문인 오라쇼(라틴어: oratio)를 암송하는 등, 불교와 유사한 형태로 전례의 형태가 바뀌었다. 성직자를 일본으로 초빙하는 것도 불가능하고 자체적으로 성직자를 양성할 수준도 못 되었으므로, 가쿠레키리시탄들의 공동체는 조가타(일본어: 翁方)라는 장로가 이끌었다. 가쿠레키리시탄들은 야훼를 데우스님(일본어: デウス様 데우스사마[*])이라고 불렀으며, 아담과 하와의 이야기를 야훼로부터 아담과 하와가 용서를 받아 원죄에서 벗어났다고 해석하였다.

## 같이 보기
- 폐불훼석
- 시마바라의 난
- 이단심문
- 모사라베
- 마라노
- 나가사키현